# Bâgé-le-Châtel
Pour les articles homonymes, voir Baugé, Bagé et Chatel.
Bâgé-le-Châtel (prononciation ba.ʒe.lə.∫a.tɛl) est une commune française située dans le département de l'Ain, en région Auvergne-Rhône-Alpes.
Terre d'origine des seigneurs de Baugé, elle est la capitale de la Bresse jusqu'en 1272.
Dotée d'un territoire de moins d'un kilomètre carré, elle appartient aujourd'hui au canton de Replonges (arrondissement de Bourg-en-Bresse).
Ses 987 habitants sont appelés « Bâgésiens » ou « Bâgésiennes ».

## Géographie

### Situation
Le bourg se situe à 10 km à l'est de Mâcon, à 30 km à l'ouest de Bourg-en-Bresse, à 77 km au nord de Lyon et à 402 km au sud de Paris.

### Communes limitrophes
Bâgé-la-Ville (0,88 km²) est enclavée entre seulement deux communes actuelles : Saint-André-de-Bâgé (2,7 km²) au sud-ouest et Bâgé-Dommartin (56 km²) ailleurs. Avant 2018, elle était enclavée entre Saint-André-de-Bâgé et Bâgé-la-Ville (39 km²), fusionnée avec Dommartin (17 km²).
Les communes limitrophes sont Saint-André-de-Bâgé et Bâgé-Dommartin.

### Points extrêmes
- Nord : Le Potey, 46° 18′ 48″ N, 4° 56′ 06″ E
- Est : Chemin de la Glaine, 46° 18′ 44″ N, 4° 56′ 25″ E
- Sud : Confluence Ruisseau de Montépin / Petite Loëze, 46° 18′ 11″ N, 4° 56′ 03″ E
- Ouest : Les Prix, 46° 18′ 28″ N, 4° 55′ 15″ E

### Relief et hydrographie

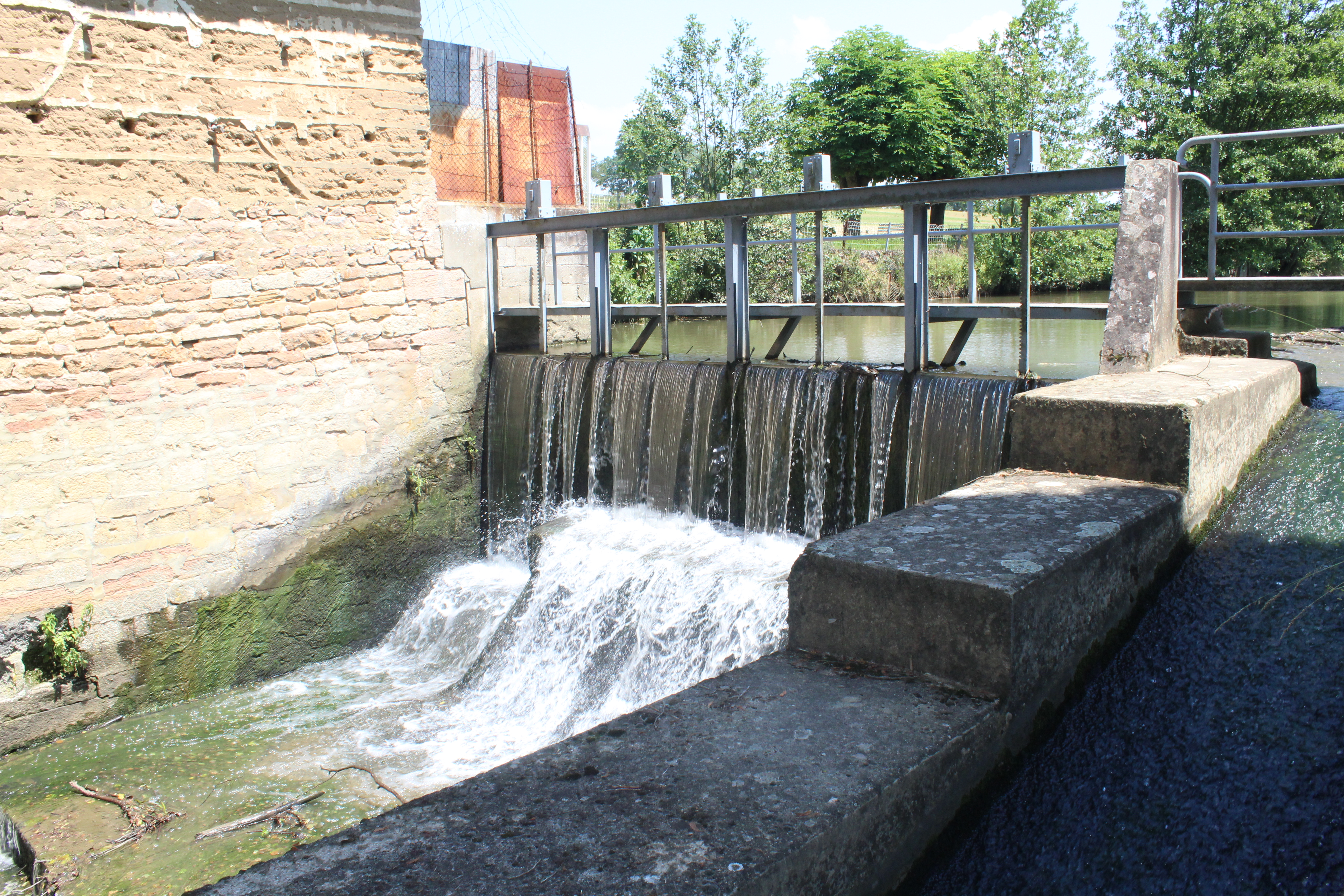
Retenue d'eau de la Grande Loëze.

Bâgé-le-Châtel fait partie de la Bresse, plaine située entre la Saône (affluent du Rhône à Lyon) et le massif du Jura. Le relief de la commune présente une légère déclivité (surtout en tenant compte de sa faible superficie), avec des altitudes comprises entre 184 m à 211 m.
Distante de seulement 3 km de la Saône, la commune est arrosée par un de ses affluents mineurs, la Grande Loëze, qui constitue sa limite sud. La Grande Loëze est formée par la confluence du ruisseau de Montépin (au sud) et de la Petite Loëze (à l'est) qui se rejoignent à l'extrémité sud-est de la commune, sans y passer de façon notable.

### Climat
Pour des articles plus généraux, voir Climat d'Auvergne-Rhône-Alpes et Climat de l'Ain.
En 2010, le climat de la commune est de type climat océanique altéré, selon une étude du CNRS s'appuyant sur une série de données couvrant la période 1971-2000. En 2020, Météo-France publie une typologie des climats de la France métropolitaine dans laquelle la commune est dans une zone de transition entre le climat semi-continental et le climat de montagne et est dans la région climatique Bourgogne, vallée de la Saône, caractérisée par un bon ensoleillement (1 900 h/an), un été chaud (18,5 °C), un air sec au printemps et en été et des vents faibles.
Pour la période 1971-2000, la température annuelle moyenne est de 11,6 °C, avec une amplitude thermique annuelle de 18 °C. Le cumul annuel moyen de précipitations est de 892 mm, avec 10,3 jours de précipitations en janvier et 7,5 jours en juillet. Pour la période 1991-2020, la température moyenne annuelle observée sur la station météorologique de Météo-France la plus proche, « Mâcon », sur la commune de Charnay-lès-Mâcon à 11 km à vol d'oiseau, est de 12,3 °C et le cumul annuel moyen de précipitations est de 833,7 mm,. Pour l'avenir, les paramètres climatiques de la commune estimés pour 2050 selon différents scénarios d'émission de gaz à effet de serre sont consultables sur un site dédié publié par Météo-France en novembre 2022.

## Urbanisme

### Typologie
Au 1er janvier 2024, Bâgé-le-Châtel est catégorisée bourg rural, selon la nouvelle grille communale de densité à 7 niveaux définie par l'Insee en 2022.
Elle appartient à l'unité urbaine de Bâgé-Dommartin, une agglomération intra-départementale dont elle est une commune de la banlieue,. Par ailleurs la commune fait partie de l'aire d'attraction de Mâcon, dont elle est une commune de la couronne,. Cette aire, qui regroupe 105 communes, est catégorisée dans les aires de 50 000 à moins de 200 000 habitants,.

### Occupation des sols
L'évolution de l’occupation des sols de la commune et de ses infrastructures peut être observée grâce aux cartes successives du territoire : 
- la carte de Cassini (XVIIIe siècle),
- la carte d'état-major (1820-1866)
- les cartes ou photos aériennes de l'IGN pour la période actuelle (depuis 1950)[Carte 1].

L'occupation des sols de la commune en 2018 est marquée par l'importance des territoires artificialisés (59,5 % en 2018), en augmentation par rapport à 1990 (49,6 %).
La répartition détaillée (2018) est la suivante :
- zones urbanisées (59,5 %) (un pourcentage exceptionnel pour une commune rurale)

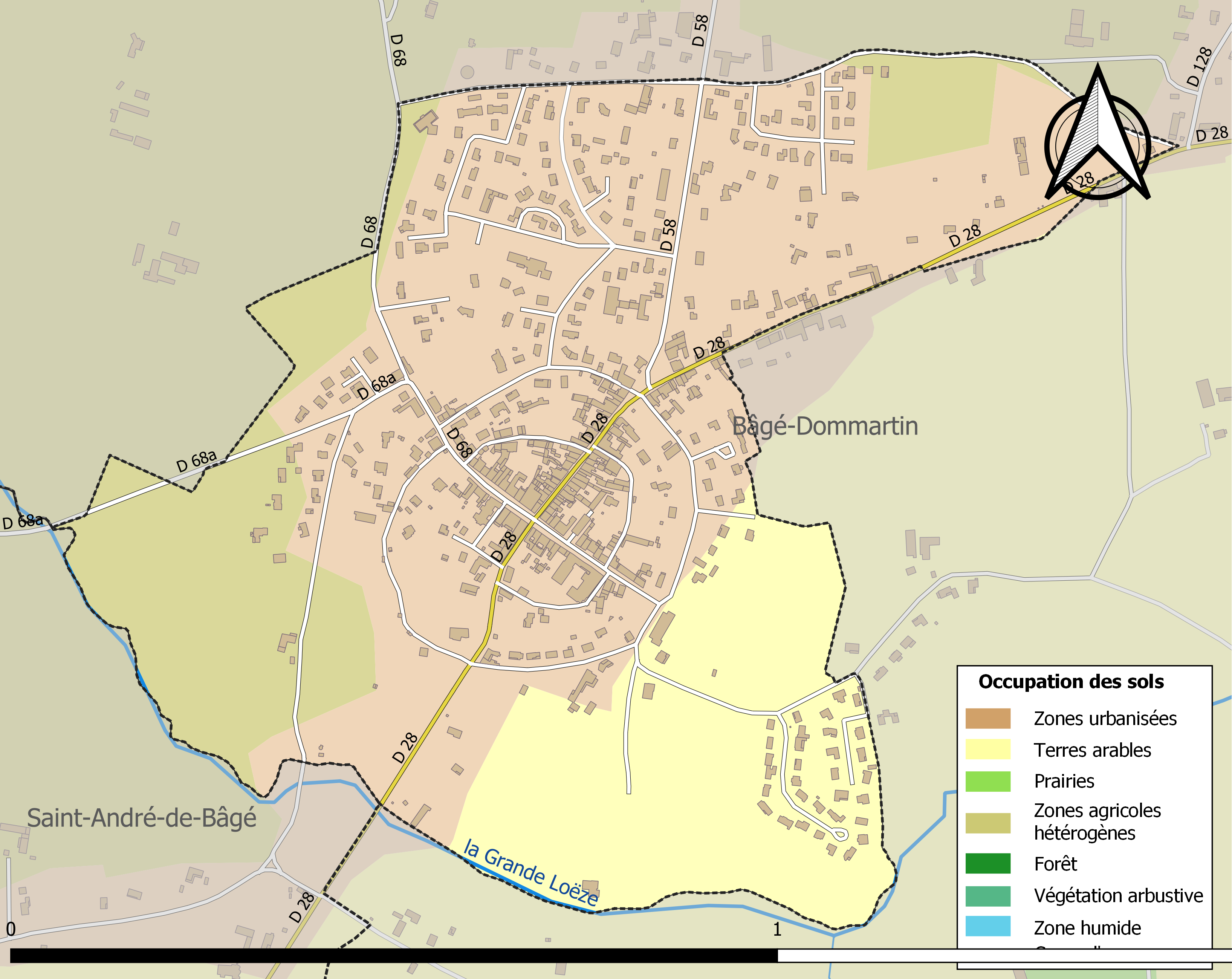
Carte des infrastructures et de l'occupation des sols de la commune en 2018 (CLC).

- terres arables (23,4 %),
- zones agricoles hétérogènes[pas clair] (17,1 %)[14].

### Voies de communication et transports

#### Routes

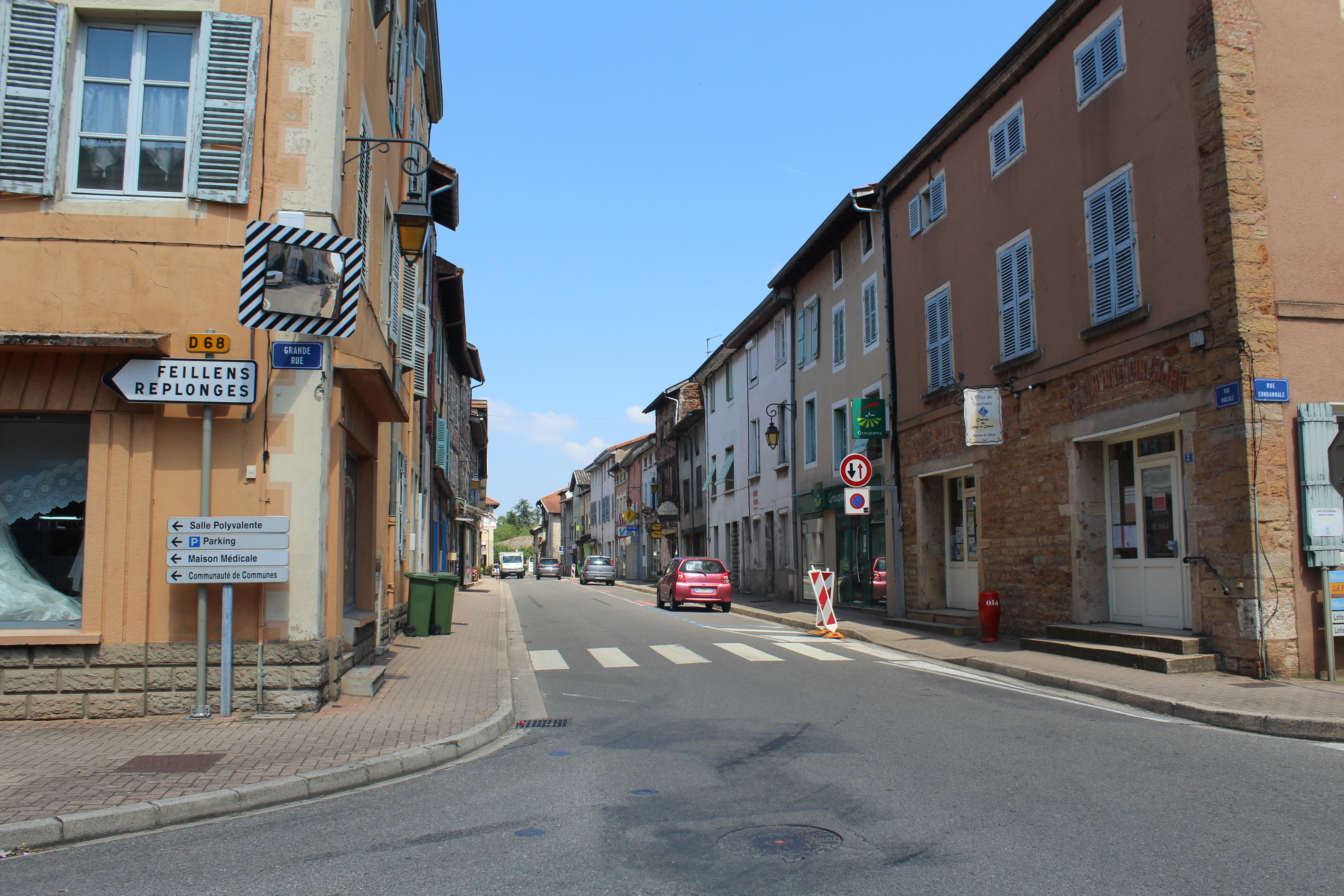
Route départementale D 28 au centre de Bâgé.

La commune est traversée par quatre routes départementales. 
- La plus importante est la RD 28 (reliant Pont-de-Veyle et Bény), qui traverse la commune au centre et la relie vers le sud à Saint-André-de-Bâgé et aux villes de Mâcon et de Bourg-en-Bresse et vers l'est à Bâgé-la-Ville, Dommartin et Montrevel-en-Bresse.
- La RD 58, qui commence au centre-nord de la commune relie le village à Pont-de-Vaux au nord, ainsi qu'à Chevroux et Gorrevod.
- La RD 68, qui commence au centre de la commune, dans la Grande rue, relie le village à Vésines vers l'ouest, ainsi qu'à Feillens.
- La RD 68a, qui commence au centre-ouest de la commune, la relie au quartier de Mons de la commune de Replonges, puis au bourg de Replonges.

L'autoroute la plus proche est l'A40 (Mâcon-Passy), dite « Autoroute des Titans », qui passe un kilomètre au sud de la commune. L'accès le plus proche se trouve entre Replonges et Saint-André de Bâgé (sortie n° 3).

#### Voies de chemin de fer

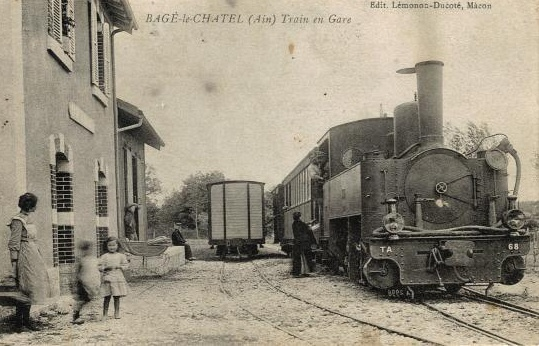
La gare.

Entre 1911 et 1913, la ligne de Bourg-en-Bresse à Replonges, gérée par la Compagnie des Tramways de l'Ain et longue de 75 km, est construite pour assurer des liaisons entre Bourg-en-Bresse et Mâcon. Prévue pour passer par le centre du village avec une gare sur la place de l'Horloge, la ligne est finalement construite à l'est du village en raison du relief. Elle ne fonctionne que jusqu'en 1937.
Aucune voie ferrée ne traverse la commune aujourd'hui. La plus proche est la ligne de Mâcon à Ambérieu, qui passe à quelques kilomètres au sud de la commune. Elle est desservie par les TER de la région Rhône-Alpes. Les trains grandes lignes et les TGV parcourant cette ligne ne marquent pas d'arrêt.
De l'autre côté de la Saône, la ligne traditionnelle Paris-Lyon-Marseille par Dijon passe par Mâcon. La gare de Mâcon-Ville, située à 9 km de Bâgé-le-Châtel, est desservie par les TER Dijon-Mâcon-Lyon et par quelques TGV reliant le Nord-Est de la France à la Méditerranée. La gare TGV de Mâcon-Loché est desservie par la LGV Sud-Est (Paris-Lyon-Marseille). Cette voie traverse la Saône au sud de Mâcon et comporte un raccordement vers la ligne Mâcon-Ambérieu.

#### Transports en commun

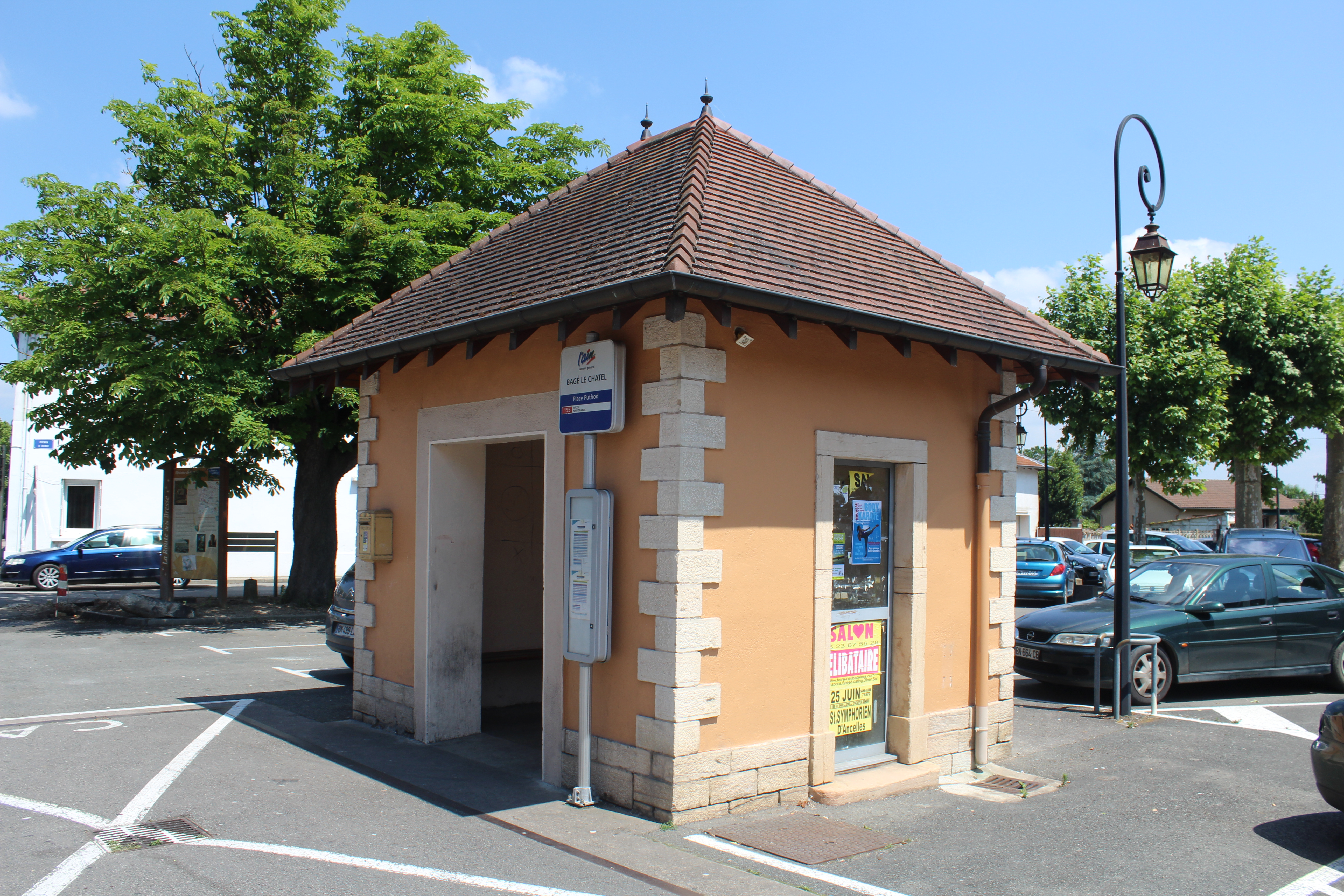
Arrêt Place Puthod.

La commune fait partie du  réseau d'autobus interurbain de l'Ain (car.ain.fr).
L'arrêt « Place Puthod » dessert la commune sur la ligne 155 reliant Mâcon à Pont-de-Vaux.
Du lundi au vendredi (sauf les jours fériés), cet arrêt est aussi desservi par une navette de la ligne 115 circulant entre Feillens et Mâcon.

## Toponymie

### Attestations anciennes

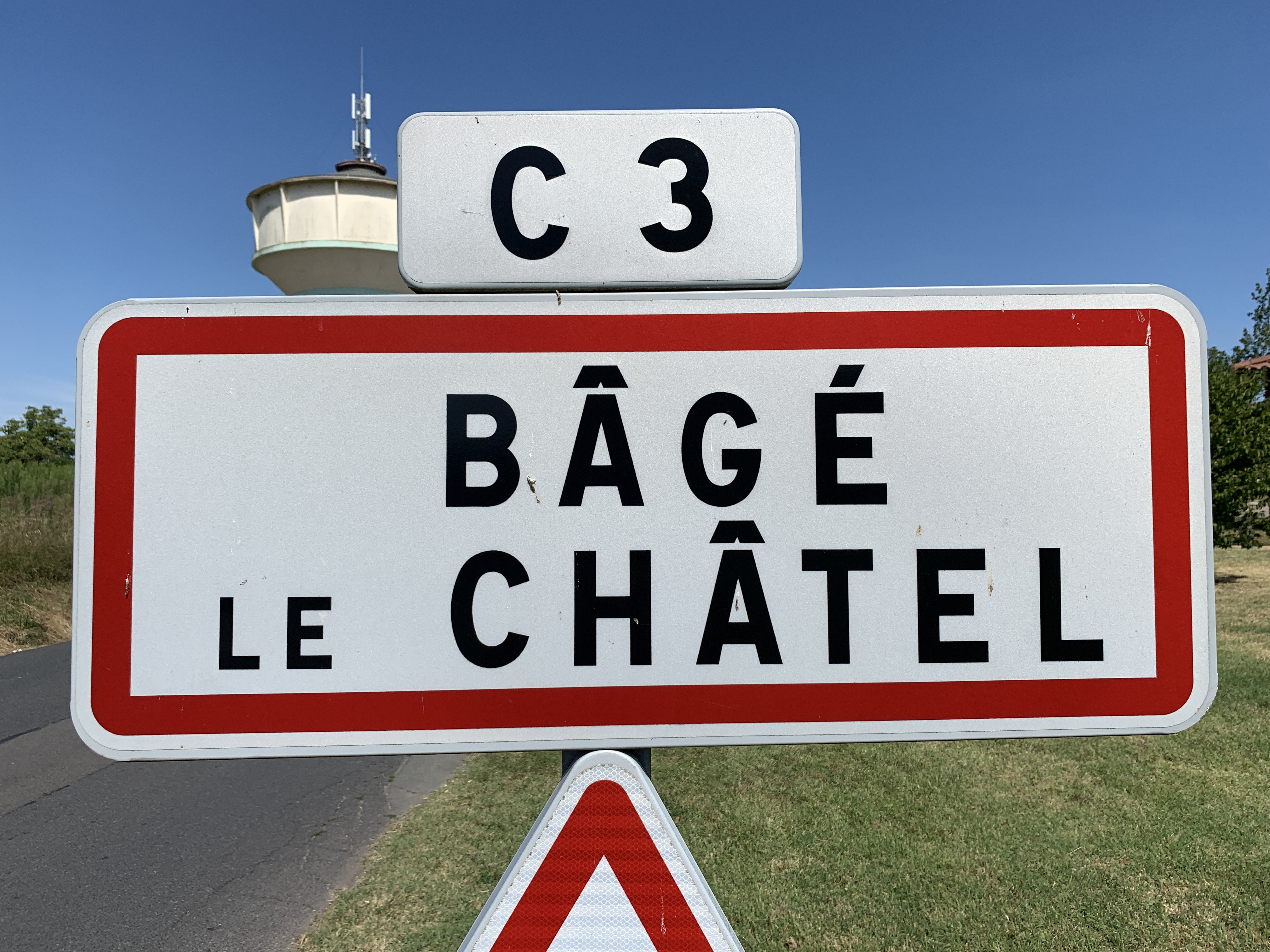
Panneau d'entrée du village.

Le nom de la localité est attesté sous les formes Balgiacense en 971-977 (Cartulaire de Saint-Vincent de Mâcon, n° 330), ; Balgiacus en 1018-1030 (cartulaire de l'église Saint-Vincent-de-Mâcon) ; Villa Baugiaci Castri en 1250 (Guichenon, Bresse et Bugey, pr., p. 63) ; Baugia en 1265 ; Baugie en 1343 ; Bagie en 1550 ; Baugé en 1572 ; Baugé le Chastel en 1670 (enquête Bouchu) ; Baugey en 1674 ; Bâgé le Château ou Baugé en 1734 (Descr. de Bourgogne). Ce n'est qu'en 1790 que la forme  Bâgé-le-Châtel est mentionné dans le dénombrement de Bourgogne.
Pendant la Révolution française, la commune prend le nom de Bâgé-la-Campagne.

### Étymologie
La forme Baugé procède de l'évolution phonétique régulière d'un nom de lieu gallo-romain *Balbiacum (Balgiac[ense] 971-977 ;Balgiacum 1018), formé avec le suffixe locatif et de propriété -acum ajouté à un élément Balbi- correspondant au nom de personne latin Balbius, Bâgé est une altération plus tardive.
Le qualificatif le chastel « le château » apparaît au XVIIe siècle, permettant de différencier le village établi autour du château des seigneurs de Baugé de celui un peu plus éloigné de Bâgé-la-Ville (In villa Balgiaco 1004 - 1019). Au XVIIIe siècle, la forme Bâgé s'impose au détriment de Baugé (Bâgé le Château, 1734 ; Bâgé-le-Chastel, 1790). Ce dernier nom est celui de la commune créée en 1790, mais depuis, avec une graphie modernisée puisque -as- a régulièrement fait place à -â- (-a- doté d'un accent circonflexe). Quant au -â- de Bâgé, il ne se justifie pas par l'étymologie.

## Histoire
Au Moyen Âge, trois paroisses se sont formées sur le territoire des seigneurs de Bâgé : Bâgé-le-Châtel autour de son château, Saint-André où les sires avaient édifié leur église et Bâgé-la-Ville, la paroisse la plus importante par sa population.
En 1228, la terre de Bâgé s'agrandit, de la seigneurie de Châtillon-les-Dombes, que Sibille de Beaujeu apporte en dot à Renaud IV de Bâgé.
Jusqu'en 1272, Bâgé est la capitale de la Bresse, quand celle-ci devient savoyarde lorsque Sibylle de Baugé, seule héritière de Guy II de Baugé, l'apporte en dot lors de son mariage avec Amédée de Savoie.
Bourg devenu depuis Bourg-en-Bresse, place également fortifiée de 3 400 habitants, lui ravira le rôle de centre administratif de la Bresse, ce qui condamne le développement de Bâgé qui restera un village alors que Bourg sortira de ses murs pour devenir une ville de plus de 40 000 habitants.
Dans la seconde moitié du siècle suivant, le comte de Savoie autorise les Bâgésiens à clore leur ville pour se défendre,. Au Moyen Âge se dressent sur la commune trois mottes castrales, ou « poypes », dont celle dite « Poype d'Amoret », ainsi que le prieuré de Dommartin-de-Larenay.
En 1601, après la fin de la guerre franco-savoyarde qui se termine par le traité de Lyon, le village devient français à la suite de l'acquisition par la France de la Bresse, du Bugey, du Valromey et du pays de Gex. Il est ensuite intégré à la généralité de Bourgogne.

## Politique et administration

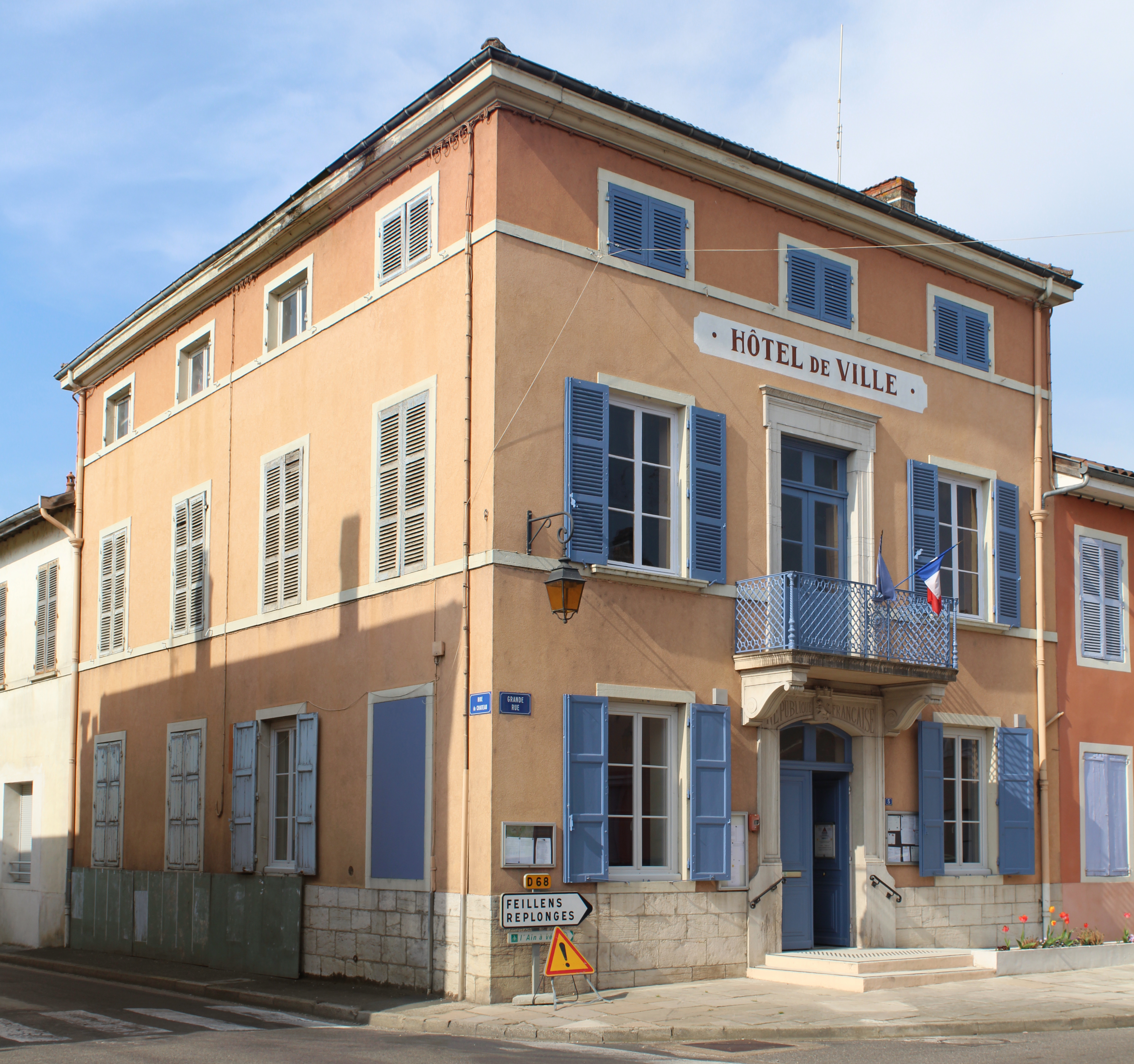
L'hôtel de ville.

### Rattachements administratifs et électoraux
Durant l'Ancien Régime, la commune était une communauté du mandement de Bâgé et du bailliage, de l'élection et de la subdélégation de Bourg.
Lors de la création des départements par la Révolution française, elle est intégrée au département de l'Ain et au district de Pont-de-Vaux. En 1800, après la suppression des districts, elle intègre l'arrondissement de Bourg-en-Bresse et reste dans le canton de Bâgé-le-Châtel.
Depuis au moins 1988, elle fait partie de la quatrième circonscription de l'Ain pour l'élection des députés.
En mars 2015, à l'occasion des élections départementales, le décret du 13 février 2014 portant sur le redécoupage cantonal des cantons de l'Ain entre en vigueur. Ainsi, la commune ainsi que toutes celles du canton dont elle était le chef-lieu, excepté Saint-Laurent-sur-Saône, sont intégrées au nouveau canton de Replonges.

### Administration municipale
Le maire est entouré de ses onze conseillers municipaux dont quatre font partie de ses adjoints. Ces élus sont répartis huit commissions : travaux - urbanisme, vie associative - commerces, scolaire - cantine - garderie, environnement, bulletin - internet, comité de jumelage, EHPAD, office de tourisme.

### Maires
| Période                                  | Période  | Identité             | Étiquette   | Qualité                                        |
| ---------------------------------------- | -------- | -------------------- | ----------- | ---------------------------------------------- |
| maire en 1835                            | ?        | M. Roux              |             | Propriétaire, conseiller d'arrondissement      |
| avant 1962                               | ?        | Hubert Pernin        | Indépendant | Conseiller général du canton de Bâgé-le-Châtel |
| avant 1988                               | 2001     | Henri Trallero       |             |                                                |
| 2001                                     | 2008     | Georges Ferrand      | PCF         |                                                |
| 2008                                     | 2014     | Brigitte Janota      |             |                                                |
| 2014                                     | 2020     | Jean-Claude Thévenot | SE          | Retraité                                       |
| mai 2020                                 | En cours | Jean-Louis Malaterre | SE          |                                                |
| Les données manquantes sont à compléter. |          |                      |             |                                                |

### Intercommunalité
Jusqu'au 31 décembre 2016, Bâgé-le-Châtel appartenait à la communauté de communes du pays de Bâgé, intercommunalité créée le 1er janvier 1998 à la suite de la dissolution du SIVOM du canton de Bâgé créé en 1972. Ce jour de 1998 vit aussi la disparition de Saint-Laurent-sur-Saône qui rejoint alors la communauté d'agglomération du Mâconnais - Val-de-Saône. Depuis le 1er janvier 2017, la commune est intégrée à la nouvelle communauté de communes du pays de Bâgé et de Pont-de-Vaux qui devient communauté de communes Bresse et Saône le 13 décembre de la même année. Cette dernière regroupe les communes de l'ancienne intercommunalité à celles du canton de Pont-de-Vaux.
Une autre structure regroupe l'intercommunalité à d'autres de la région. Le syndicat mixte Bresse Val de Saône, créé en 1995, regroupe 40 communes,. Son but est de négocier les procédures que proposent l'Union européenne, l'État ou la région Auvergne-Rhône-Alpes qui pourraient développer un territoire plus vaste que la simple communauté de communes.
Enfin, comme la totalité des communes du département de l'Ain, le village appartient au syndicat intercommunal d'énergie et de e-communication de l'Ain, organisation fondée le 11 mars 1950. Le syndicat est compétent dans la gestion des réseaux d'électrification, de gaz, de l'éclairage public, de la communication électronique. En plus de ces compétences, la structure accompagne les communes pour qu'elles puissent maîtriser leur consommation d'énergie, gère un système d'information géographique et a mis en place dans le département, par l'intermédiaire de sa régie Réso-Liain, un réseau de fibre optique pour avoir accès à Internet à très haut débit.

### Jumelages
| \| Bad Waldsee Bâgé-le-Châtel \| Localisation des communes jumelées. |
| Bad Waldsee Bâgé-le-Châtel                                           |

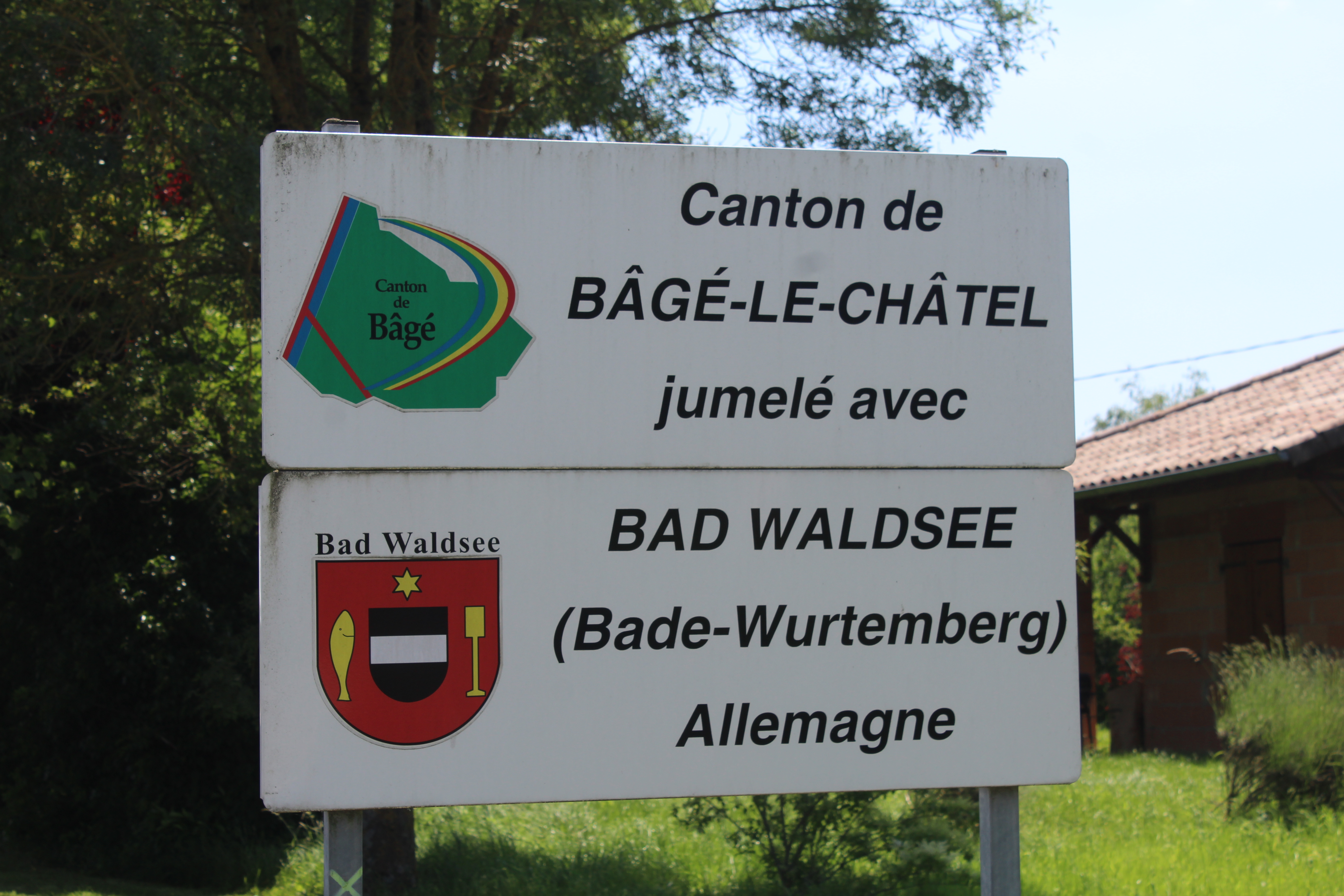
Panneau indiquant le jumelage avec Bad Waldsee.

La communauté de communes du pays de Bâgé dont la commune faisait partie jusqu'à sa dissolution est jumelée avec la commune de Bad Waldsee localisée au sud de la Bavière en Allemagne depuis le 13 octobre 1991. Ce jumelage est né d'un échange franco-allemand débuté en 1977 grâce à Roger Poulnard, fondateur du lycée de Bâgé-la-Ville, et à MM. Subreville et Batho, professeurs d'allemand du collège. Ces derniers ont fait une demande de contact avec un établissement de l'Allemagne auprès du ministère de l'Éducation nationale qui leur ont répondu favorablement en leur proposant la Realschule de Bad Waldsee. Une dizaine de mois après avoir reçu cette réponse, Herr Schültz, professeur de français à la Realschule arrive en France avec 15 collégiens,. Ce n'est qu'une quinzaine d'années plus tard que l'échange scolaire devient un jumelage intercommunal. Depuis, un voyage est organisé chaque année et les élèves choisissant d'étudier l'allemand ont un correspondant.

## Population et société

### Démographie
L'évolution du nombre d'habitants est connue à travers les recensements de la population effectués dans la commune depuis 1793. Pour les communes de moins de 10 000 habitants, une enquête de recensement portant sur toute la population est réalisée tous les cinq ans, les populations de référence des années intermédiaires étant quant à elles estimées par interpolation ou extrapolation. Pour la commune, le premier recensement exhaustif entrant dans le cadre du nouveau dispositif a été réalisé en 2004.

En 2022, la commune comptait 987 habitants, en évolution de +7,87 % par rapport à 2016 (Ain : +5,15 %, France hors Mayotte : +2,11 %).
| 1793 | 1800 | 1806 | 1821 | 1831 | 1836 | 1841 | 1846 | 1851 |
| ---- | ---- | ---- | ---- | ---- | ---- | ---- | ---- | ---- |
| 665  | 745  | 699  | 717  | 740  | 800  | 864  | 946  | 822  |

| 1856 | 1861 | 1866 | 1872 | 1876 | 1881 | 1886 | 1891 | 1896 |
| ---- | ---- | ---- | ---- | ---- | ---- | ---- | ---- | ---- |
| 767  | 742  | 756  | 727  | 754  | 728  | 702  | 691  | 704  |

| 1901 | 1906 | 1911 | 1921 | 1926 | 1931 | 1936 | 1946 | 1954 |
| ---- | ---- | ---- | ---- | ---- | ---- | ---- | ---- | ---- |
| 710  | 702  | 575  | 513  | 572  | 557  | 539  | 481  | 469  |

| 1962 | 1968 | 1975 | 1982 | 1990 | 1999 | 2004 | 2006 | 2009 |
| ---- | ---- | ---- | ---- | ---- | ---- | ---- | ---- | ---- |
| 509  | 568  | 588  | 669  | 751  | 762  | 805  | 802  | 792  |

| 2014 | 2019 | 2022 | - | - | - | - | - | - |
| ---- | ---- | ---- | - | - | - | - | - | - |
| 881  | 973  | 987  | - | - | - | - | - | - |

### Enseignement

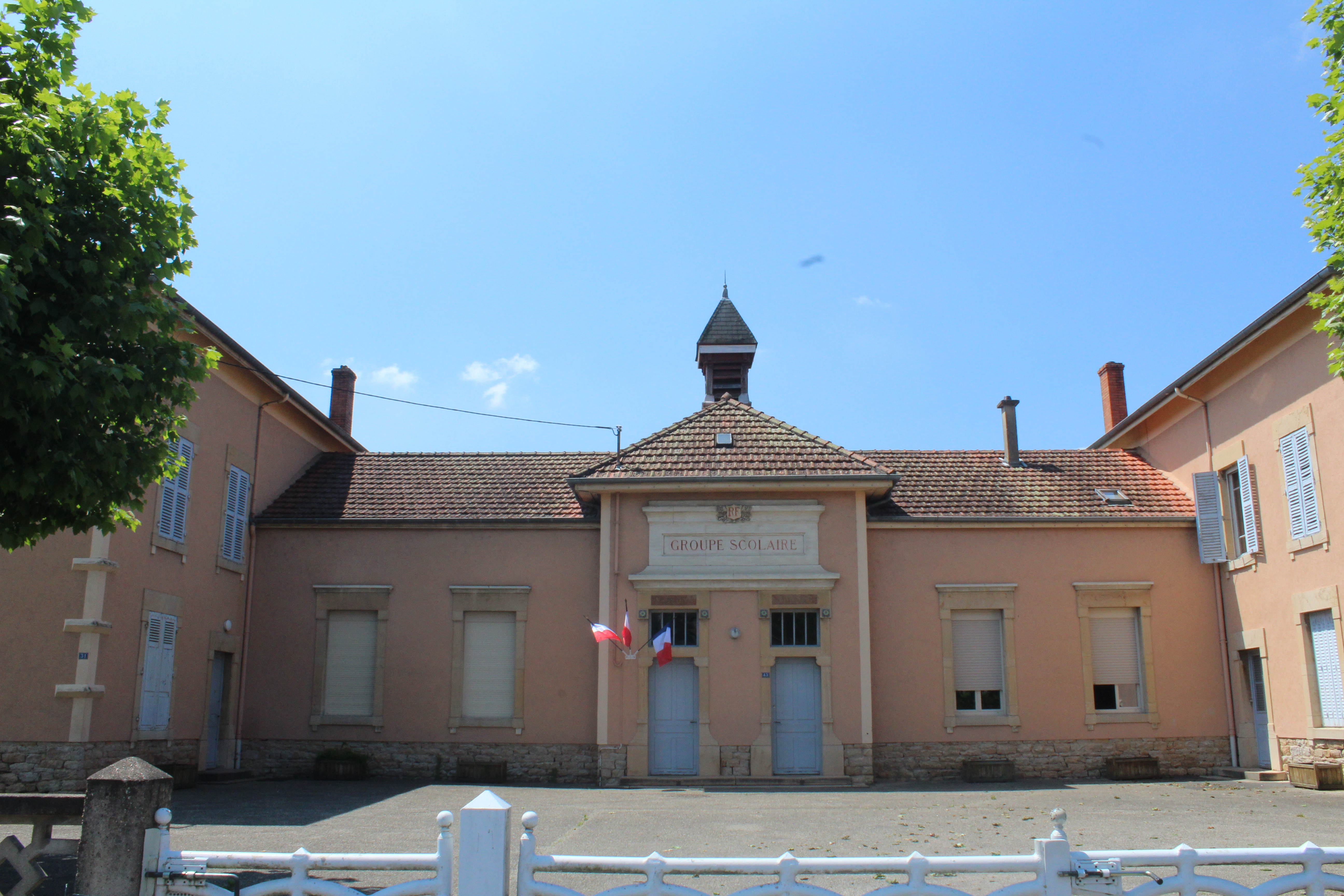
Groupe scolaire.

Deux établissements scolaires sont présents à Bâgé-le-Châtel. Le premier qui est aussi le plus ancien est le groupe scolaire, il forme un RPI avec celle de Saint-André-de-Bâgé depuis 2009.
La maison familiale rurale de Bâgé accueille des élèves de la 4e au niveau bac professionnel et les forment professionnellement dans le domaine de l’agriculture, de l’aménagement du paysage, de la mécanique et des métiers du bâtiment.
Après le CM2, les élèves sont dirigés vers le collège Roger-Poulnard situé à Bâgé-la-Ville et accueillant les élèves du pays de Bâgé. Après la fin de leur scolarité au collège, les élèves de la commune peuvent intégrer le lycée René-Cassin à Mâcon qui est le lycée de secteur.

### Sports
L'ASTBD (Association sportive des trois Bâgé Dommartin), plus souvent appelée AS Bâgé, est une association de football regroupant les villages de Bâgé-la-Ville, Bâgé-le-Châtel, Saint-André-de-Bâgé et Dommartin. Le club reçoit ses adversaires au terrain d'honneur de la commune.
Le Tennis club des 3 Bâgé Dommartin est une association de tennis regroupant les mêmes communes que pour l'ASTBD. Il existe des courts de tennis dans le village de Saint-André-de-Bâgé.
Le Judo Club Bâgésien est un club omnisports proposant du judo, de l’éveil, du fitness, de la musculation et de la zumba. Certaines de ces activités se pratiquent à la salle des fêtes de la commune.

### Médias
Le Progrès est un journal régional diffusant dans les départements de l'Ain, du Jura, du Rhône, de la Loire et de la Haute-Loire. Chaque vendredi est publié le journal local hebdomadaire Voix de l'Ain. De plus, Le Journal de Saône-et-Loire, paru pour la première fois le 2 juillet 1826, est la version saône-et-loirienne du Progrès. Ce journal quotidien paraît dans les environs sous l'édition de Mâcon.
Dans le domaine télévisuel, la chaîne France 3 émet un décrochage local dans la commune par le biais de France 3 Rhône Alpes. Enfin, Radio Scoop est une radio musicale d'Auvergne-Rhône-Alpes qui possède une station à Bourg-en-Bresse diffusant dans l'Ain.

## Économie

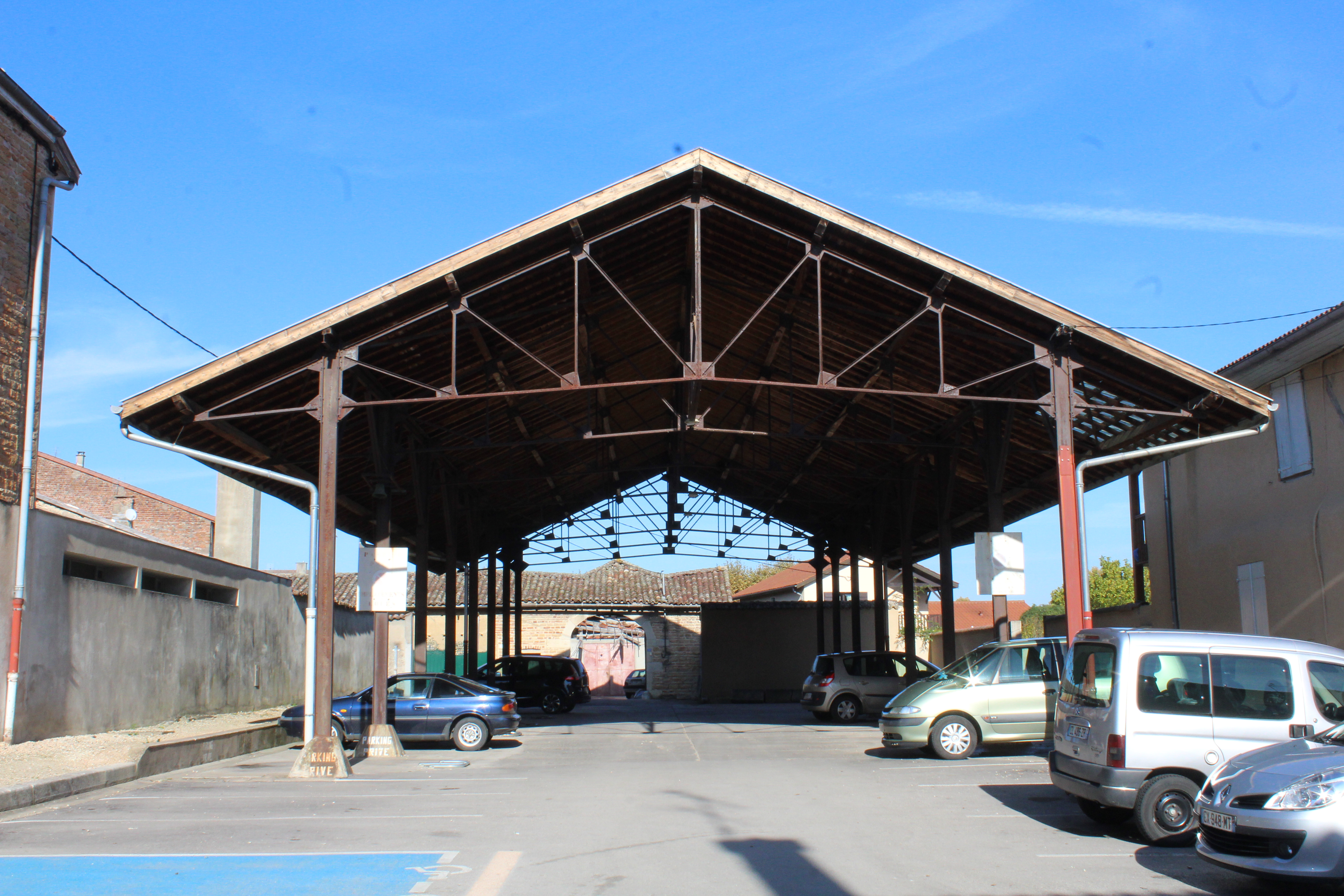
Marché couvert.

Ancien bourg commerçant qui drainait les populations des campagnes aux alentours, Bagé-le-Châtel a vu décliner son commerce au milieu du vingtième siècle pour devenir, un peu, une cité dortoir de la proche ville de Mâcon, distante de seulement dix kilomètres. Il existait aussi auparavant un marché qui avait lieu dans les rues une fois par semaine.
Toutefois, une vingtaine de commerces et artisans restent dans le petit village.

## Culture locale et patrimoine

### Lieux et monuments
- L'enceinte urbaine, protégeant le village des attaques extérieures, date du XIVe siècle et fut construite en brique. Il n'en subsiste que des vestiges qui sont partiellement inscrits au titre des monuments historiques[48] par arrêté du 16 février 1929. Seule la tour est, avec sa girouette en fer forgé, est inscrite.
- Le long de la rue Condamnale, l'ancien hôpital-Hospice fait l’objet d’une inscription au titre des monuments historiques depuis 1980[49]. Cet établissement date de 1250 et prend de l'importance en 1472 grâce à l'impulsion de François Besson qui veut y accueillir les pauvres du Christ[50]. Néanmoins, il est laissé à l'abandon au XVIe siècle à cause des guerres opposant la France aux États de Savoie. La paix revenue, le bâtiment est reconstruit puis l'archevêque de Lyon confirme le rétablissement de l'hôpital en 1693.
- L'église de l'Assomption (ou église Notre-Dame) possède un clocher haut de 35 mètres. À l'origine, c'était la chapelle du château qui fut agrandie au XVIe siècle[51]. Ses trois cloches et sa crosse pastorale sont inscrites au patrimoine des objets historiques[52],[53].
- Chapelle de l'hôpital-hospice de Bâgé-le-Châtel.
- Le château du XIXe siècle est construit sur les vestiges de l'ancien château féodal du XVe siècle qui est englobé dans le château moderne. Les sires de Baugé sont cités depuis le début du XIe siècle. En 1272, l'héritière apporte en dot la seigneurie à la Savoie[54].
- Sur la place Puthod, un monument a été érigé en l'honneur du général. Enfin, près de l'emplacement de l'ancienne gare, un monument honore les soldats de la commune tombés au combat pour la France depuis 1923[55].

Monuments de la commune.
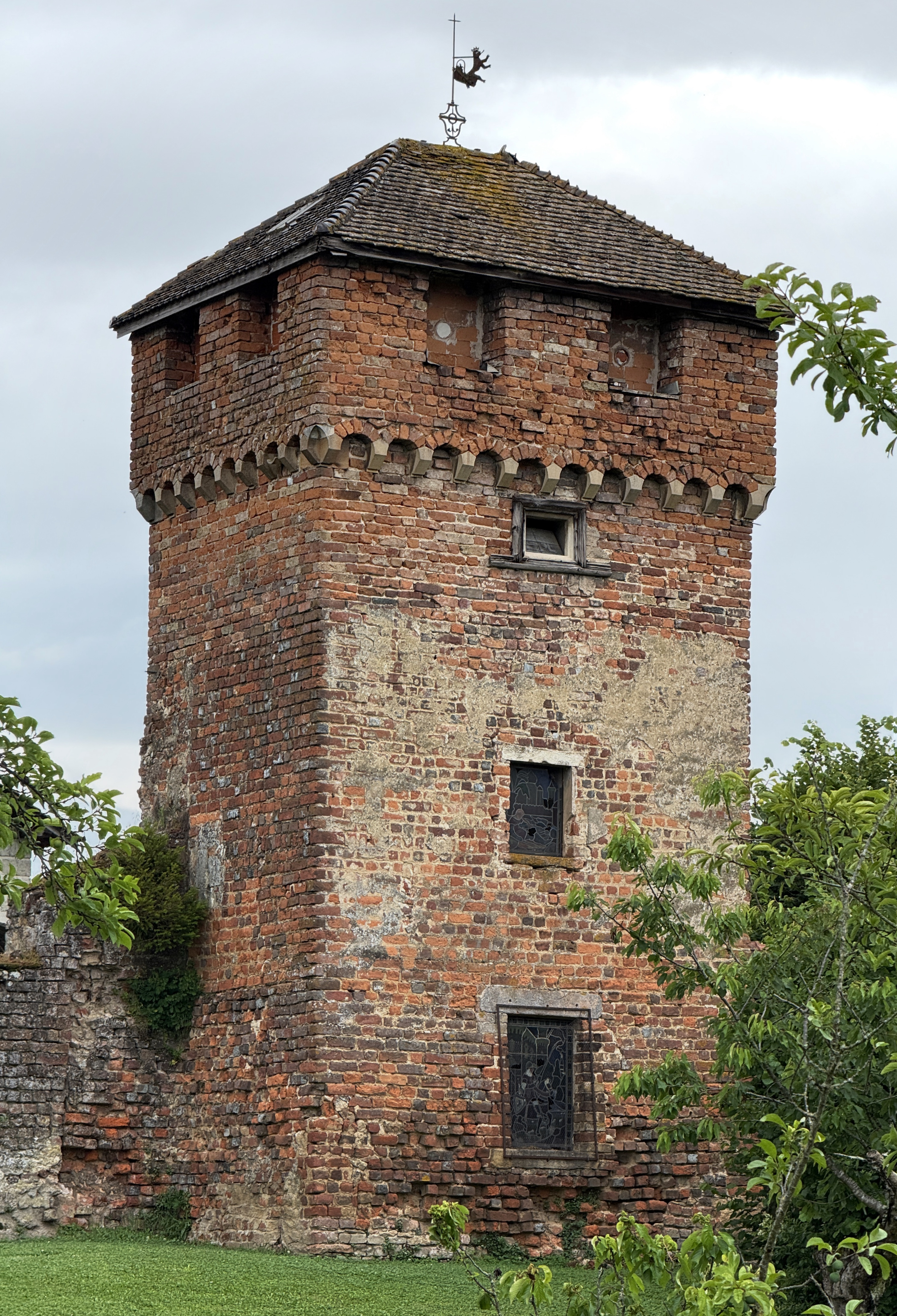
Tour est de l'enceinte.
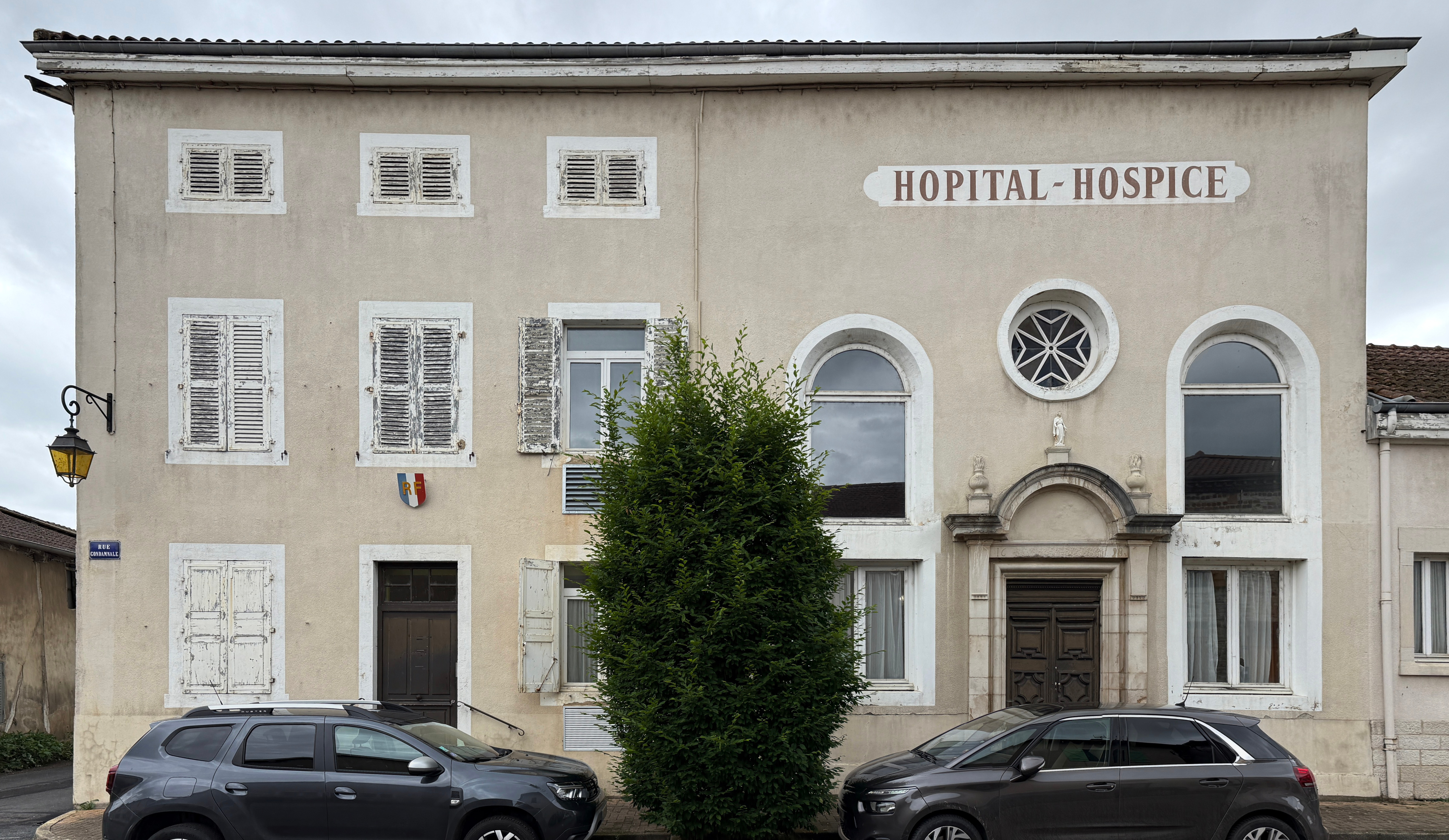
Hôpital-hospice.
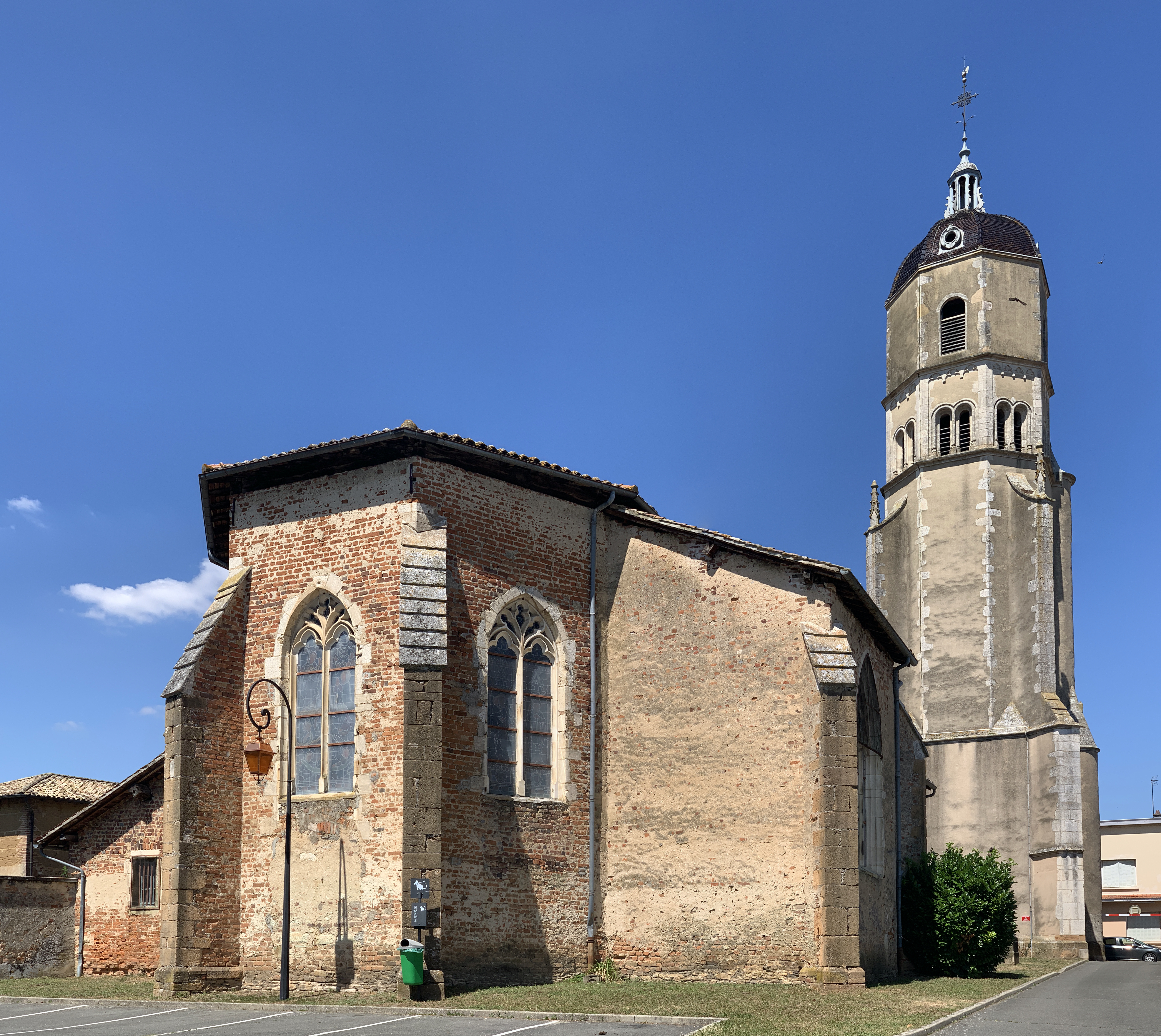
Église de l'Assomption.
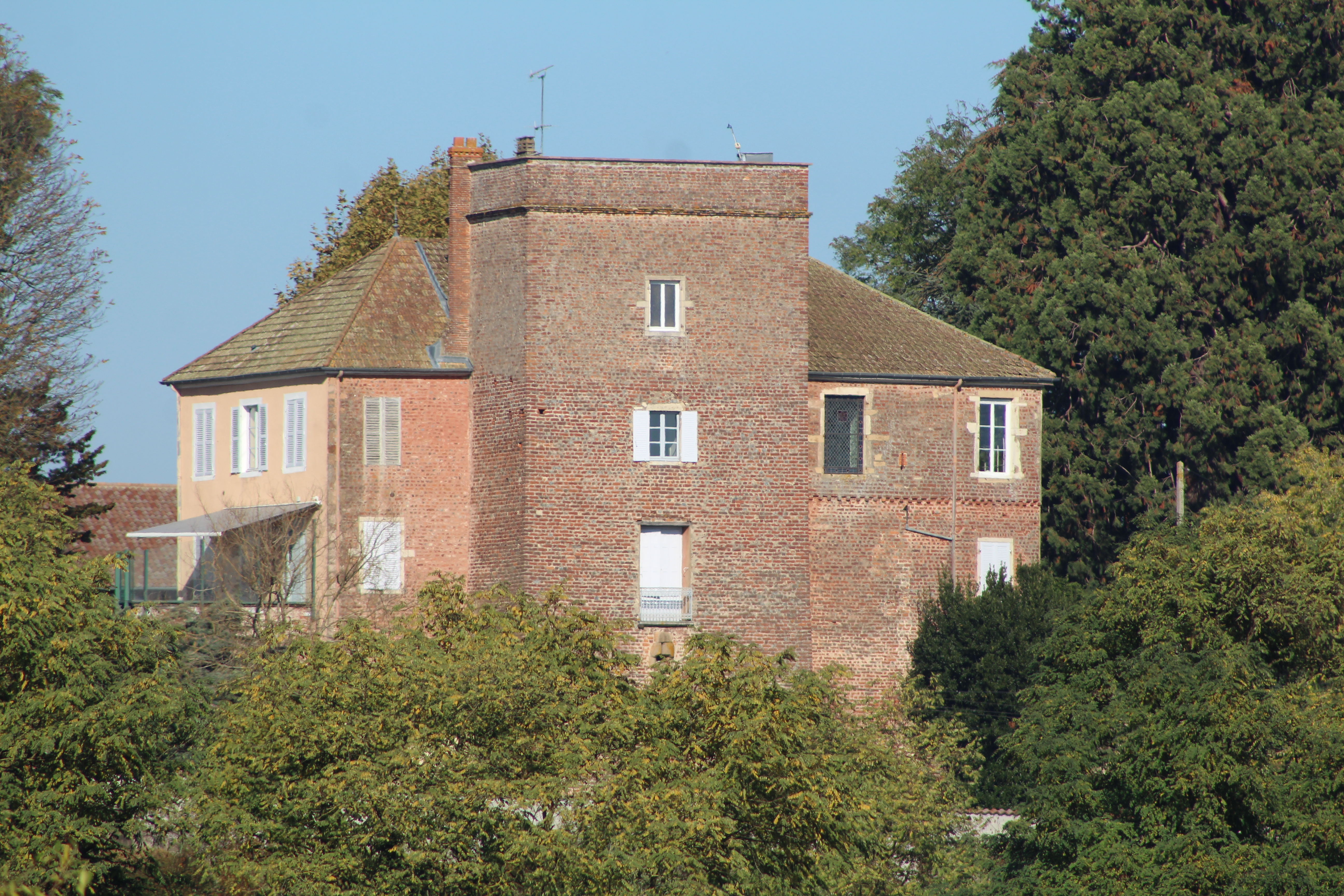
Ancien château des sires de Bâgé.
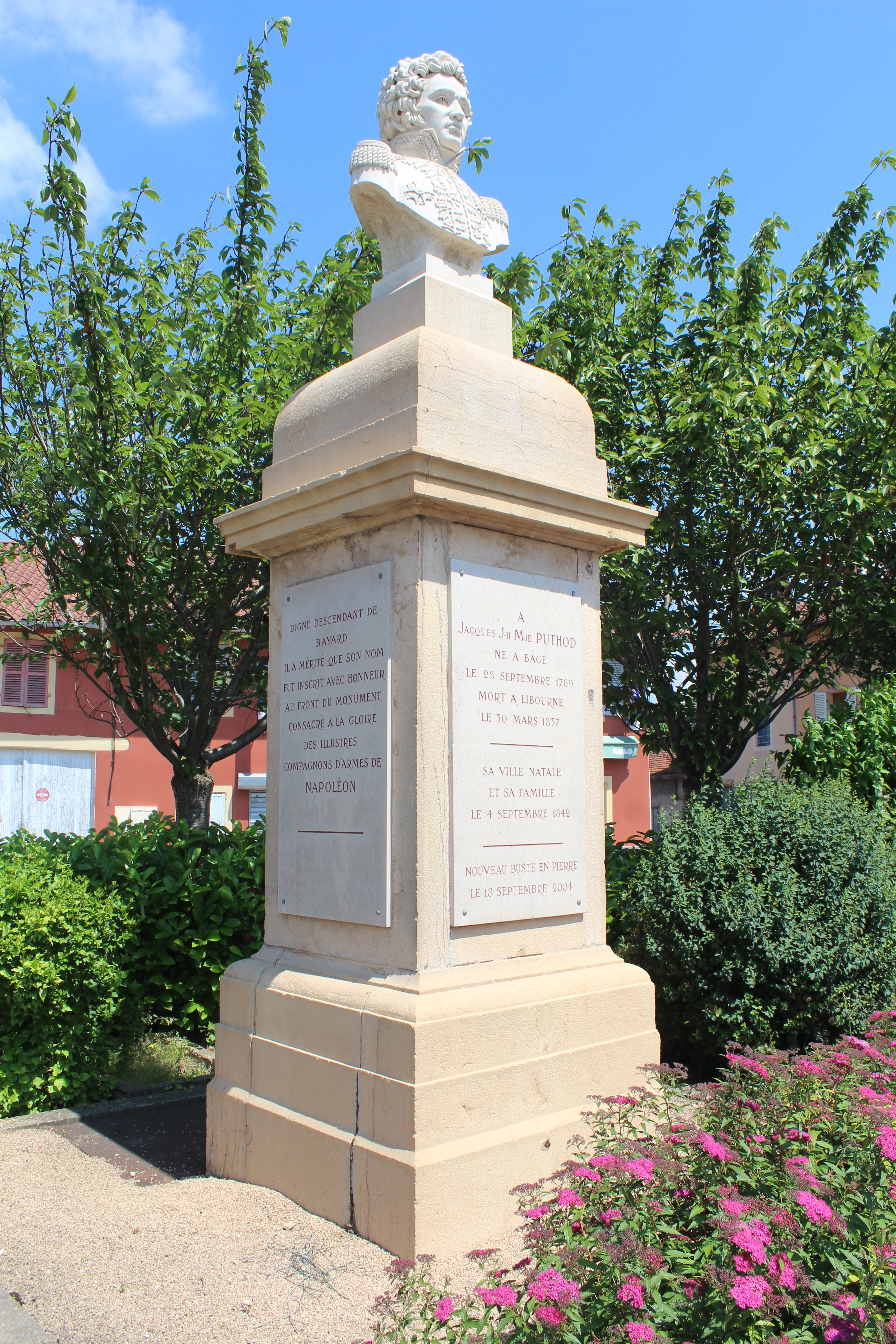
Statue en l'honneur de Puthod.
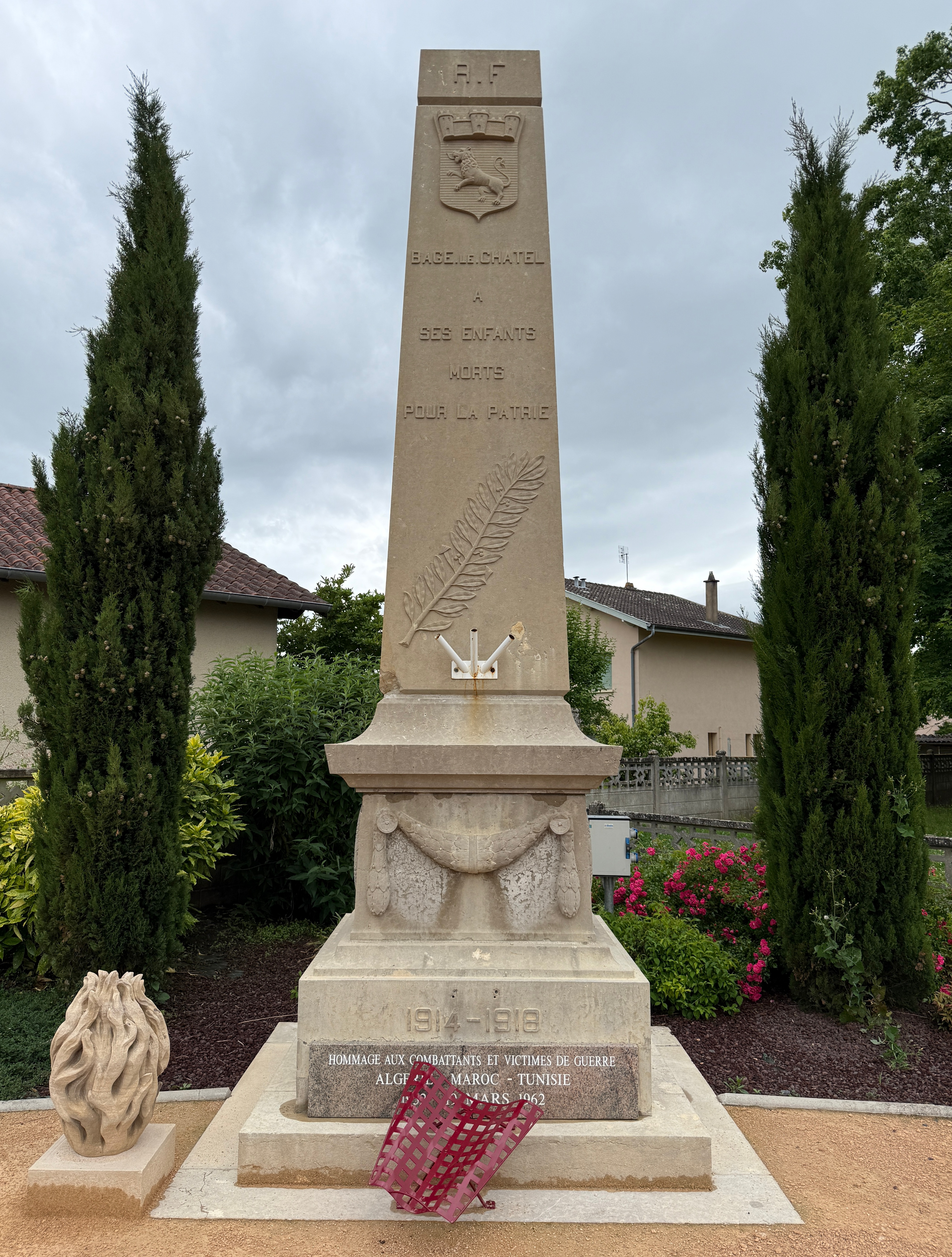
Monument aux morts.

### Héraldique
| Blason de Bâgé-le-Châtel | Blason  | D'azur au lion d'hermine. |
| Blason de Bâgé-le-Châtel | Détails |                           |

### Gastronomie
Les spécificités culinaires de la commune sont les mêmes que dans le reste de la Bresse, comme la poule de Bresse, les gaufres bressanes, les gaudes ou la galette bressane.
La commune se situe dans l'aire géographique de l'AOC Crème et beurre de Bresse et de l'AOC Volailles de Bresse. Elle a aussi l'autorisation de produire le vin IGP Coteaux de l'Ain (sous les trois couleurs, rouge, blanc et rosé).

### Personnalités liées à la commune
- Étienne Ier de Baugé, évêque d'Autun écrivain liturgique du XIe siècle.
- Humbert de Baugé, prélat français du XIIe siècle, archevêque de Lyon.
- Sibylle de Baugé, mariée en 1272 au duc Amédée V de Savoie.
- Philippe II de Savoie ou de Bresse, duc de Savoie.
- Jacques Pierre Louis Puthod, général, né le 28 septembre 1769 à Bâgé-le-Châtel, décédé le 31 mars 1837.
- Xavier Aymon, comte de Montépin, écrivain français né en 1823 à Apremont (Haute-Saône) issu d'une illustre famille bagésienne, décédé à Paris en 1902.
- René Fisch, commandeur de la Légion d'honneur, titulaire de la médaille militaire et de la croix de guerre, né au château de l'Aumusse le 10 mai 1895, pilote aviateur pendant la Première Guerre mondiale, ingénieur Centrale Paris, docteur en droit. Il créa de nombreuses sociétés industrielles. Il fut le promoteur en France du chauffage urbain (dont celui de Mâcon), l'inventeur de la ceinture de sécurité automobile et le cofondateur du golf de la Commanderie. Mort à l'Aumusse le 31 janvier 1990, enterré au cimetière de Saint-André de Bâgé.
- Jacques-Louis Murtin, général, officier pilote, héros de la Seconde Guerre mondiale.
- François-Saturnin Lascaris d'Urfé, missionnaire, fondateur de la Baie d'Urfé au Canada (1644 - 30 juin 1701).